# Monitor a fosforo verde

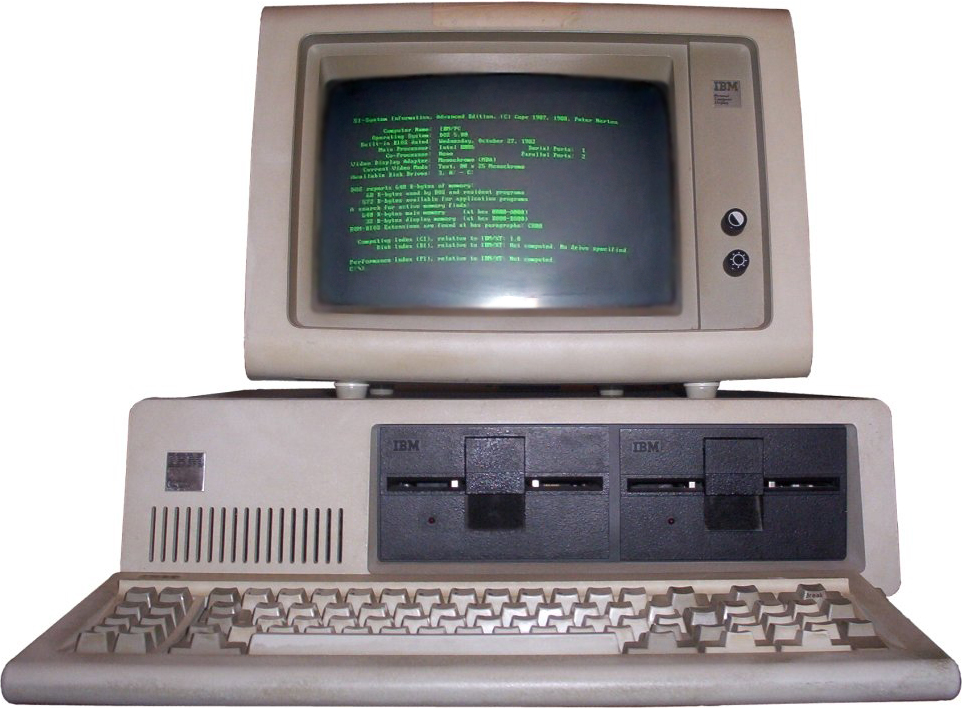
Un PC IBM con schermo a fosfori verdi

Un monitor a fosforo verde è un tipo di  monitor dei personal computer a schermo monocromatico a tubo catodico i cui caratteri venivano rappresentati da fosfori verde P1.

## Storia
Furono particolarmente diffusi per buona parte degli anni ottanta insieme agli schermi ambrati P3 e furono i successori dei terminali telescriventi e precedettero gli schermi a tubo catodico a colori come predominante dispositivo di output visuale per computer.
Il più famoso prodotto dotato di schermo a fosfori verdi è probabilmente il display monocromatico del PC IBM, chiamato col nome IBM 5151 (l'unità PC era chiamata IBM 5150). Sin dal suo lancio, il 5151 era stato progettato con la scheda video solo-testo (capace di dare esclusivamente un output di testo) MDA (Monochrome Display Adapter o Adattatore Monocromatico per Display), ma presto un prodotto concorrente, la Hercules Graphics Card, fu adottato come un buon accessorio al 5151 grazie alla capacità grafica bitmap ad alta risoluzione, molto usata per le presentazioni aziendali generate da, per esempio, spreadsheet come Lotus 1-2-3.

## Caratteristiche
Alcuni schermi a fosfori verdi erano dotati di uno strato molto denso di fosfori, che rendeva i caratteri molto chiari, definiti in modo preciso, e facili da leggere; tuttavia l'alta persistenza dell'immagine generava un effetto-scia (chiamato talvolta fantasma) quando il testo veniva fatto scorrere lungo lo schermo o quando la schermata cambiava rapidamente, effetto assai comune in operazioni di word processing di page up/down. Altri schermi a fosfori prevenivano gli effetti di scia, ma al costo di immagini molto più dentellate dai pixel.
Gli effetti fantasma degli schermi a fosfori, oggi obsoleti, sono diventati un'immagine tipicizzata e idealizzata dei testi generati al computer, spesso (e non senza ironia) presenti in ambiti "futuristici". La fantascienza di Ghost in the Shell e la trilogia di Matrix offrono la visione prominente di schermi sui quali scorre un testo seguito dal ghost. Il pacchetto di salvaschermi XScreenSaver, creato da Jamie Zawinski, ne include uno chiamato Phosphor che stampa testo con un effetto fantasma simulato.